# Macroscopische schaal

De vaste materiaalstructuur van twee voorwerpen op macroscopische, microscopische en nanoscopische schaal van (boven) een geordende kristallijn metaal en (onder) een geordende semikristallijne polymeer.

Macroscopische schaal is een in de natuurwetenschappen gehanteerde term om fysieke objecten te beschrijven die met het blote oog waarneembaar zijn. In de praktijk omvat dit alles wat langer is dan een millimeter. De klassieke mechanica is een onderdeel van de natuurkunde dat zich hoofdzakelijk bezighoudt met verschijnselen die zich op macroscopische schaal afspelen. 
Alles korter dan een millimeter behoort tot het onderzoeksgebied van de microscopie, in de natuurkunde zijn dat de vakgebieden van de micro-natuurkunde en de statistische natuurkunde. De structuur van een en hetzelfde object kan vaak zowel op macroscopische als op microscopische schaal beschreven worden. Bij verder doortrekken van de microscopische schaal komt men uiteindelijk uit op het niveau van moleculen (bestudeerd in de molecuulfysica) en atomen (bestudeerd in de atoomfysica en de kristallografie). 
In de biologie is onderzoek op macroscopische schaal het domein van de morfologie en de anatomie. Microscopisch biologisch onderzoek vindt plaats in de celbiologie, de microbiologie en de biochemische kristallografie.
Een natuurkundig grensgeval tussen macro- en microscopie wordt gevormd door het bose-einsteincondensaat: bij temperaturen die zijn teruggebracht tot vlak bij het absolute nulpunt, worden kwantummechanische verschijnselen met het blote oog zichtbaar die normaal gesproken alleen op microscopisch niveau zijn waar te nemen. 